# Bélabo
Bélabo  este un oraș  în partea de est a Camerunului, în  provincia de Est. Situat pe râul Sanaga, are o stație pe calea ferată Yaoundé – Ngaoundéré.